# Mother's Milk
Mother's Milk е четвърти студиен албум на американската фънк рок група Ред Хот Чили Пепърс, издаден на 16 август 1989. Албумът е първият на групата, след смъртта на Хилел Словак от свръхдоза хероин на 25 юни 1988 и раздялата с барабаниста Джак Айрънс. Същевременно е и първият албум, който групата записва в актуалния днешен състав с Джон Фрушанте и Чад Смит.

## Предистория
В края на 1987 Ред Хот Чили Пепърс стартират турнето The Uplift Mofo Party Plan, по време на което групата изнася едни от най-силните си концерти, но същевременно и едни от най-слабите. Причината за това са проблемите на китариста Хилел Словак с наркотиците, които се задълбочават по време на европейската част от турнето. Въпреки това той не признава за проблемите си, докато Кийдис е доста по-отворен в това отношение. Приходите от турнето са 20 000 долара на човек. Групата се завръща в Лос Анджелис, където Хилел е уволнен от групата поради неадекватното си състояние. На мястото на Словак е нает Блекбърд Макнайт, но няколко дена по-късно Макнайт отново е заместен от Хилел. На 25 юни 1988 Хилел Словак умира от свръхдоза хероин. Седмица по-късно Джак Айрънс обявява, че напуска Ред Хот Чили Пепърс. Временно групата наема Д. Х. Пелигроу и Блекбърд Макнайт. Антъни Кийдис постъпва в рехабилитационен център през лятото на 1988. След приключването му, Кийдис, заедно с Флий, уволняват Макнайт, който не успява да се впише в стила на групата. На негово място групата открива 18-годишният тогава китарист на Thelonious Monster, Джон Фрушанте, който е огромен фен на Ред Хот Чили Пепърс. По време на участия проличава алкохолизма на Д. Х. Пелигроу, който не е в състояние да свири зад барабаните и скоро също е уволнен от Ред Хот Чили Пепърс. Предложение за нов барабанист е дадено от приятелка на групата, Денис Зуум. Тя препоръчва на групата, Чад Смит, който по думите ѝ, „хапва барабани на закуска“. Чад Смит е един от последните, които са на прослушването за барабанист, успявайки да впечатли групата с агресивен стил на свирене.

## Запис
Групата влиза в студиото през ноември 1988. За продуцент на албума е избран Майкъл Байнхорн, който продуцира предишния албум на групата The Uplift Mofo Party Plan. В студиото китаристът Джон Фрушанте внася един по-мелодичен и изчистен звук, нетипичен за периода на групата с Хилел Словак. От своя страна Антъни Кийдис прилага нов метод на писане на песните, който се състои в гостуване в дома на Джон Фрушанте. По този начин Кийдис има възможност да синхронизира с ритъма на песните създадени от Флий, Фрушанте и Чад Смит. По време на самите записи Майкъл Байнхорн налага на младия Фрушанте тежкото звучене на хевиметъла, което прави китариста раздразнителен. Продуцентът набляга най-вече на важността на кавъра на Стиви Уондър Higher Ground, налагайки определено звучене на Фрушанте, което води до спорове в студиото. Към края на записите Байнхорн си създава проблеми и с Антъни Кийдис, желаейки да премахне част от вокалите му в песента. Заглавието на албума е идея на Флий, в чест на Льоеша, майката на дъщеря му. Албумът е демонстрация на качествата на Флий като тромпетист, който в детството си свири на този инструмент.

## Приемане
Mother's Milk е издаден на 16 август 1989. Албумът е вторият на групата, който успява да влезе в класацията на Billboard, достигайки 52 позиция, което е най-доброто постижение на групата дотогава. Албумът прекарва 24 седмици в класациите. Албумът е удостоен със златен статут (над 500 000 продадени копия) на 29 март 1990 и платинен (над милион) на 23 януари 2003.
По думите на музикалния критик Ейми Хенсън, от AllMusic Guide, Mother's Milk e албумът, който трансформира групата от ъндърграунд хит в неизменна част от MTV. Той полага пътя за успеха на Blood Sugar Sex Magik.

## Състав
- Антъни Кийдис – вокали, обложка
- Джон Фрушанте – китара, беквокали
- Флий – бас китара, тромпет
- Чад Смит – барабани
- Майкъл Байнхорн – продуцент, звуков инженер
- Хилел Словак – китара в песента "Fire"
- Джак Айрънс – барабани в песента Fire
- Дейв Коулмън – виолончело в песента Taste the Pain
- Нийл Израелсън – фотографии
- Патрик Инглиш – тромпет в песента Subway to Venus
- Кийт „Трии“ Бари – саксофон в песните Subway to Venus и Sexy Mexican Maid
- Еди Де Лена – звуков инженер
- Гарт Ричардсън – звуков инженер
- Дейв Джердън – аудио миксиране